# Jason Nazary

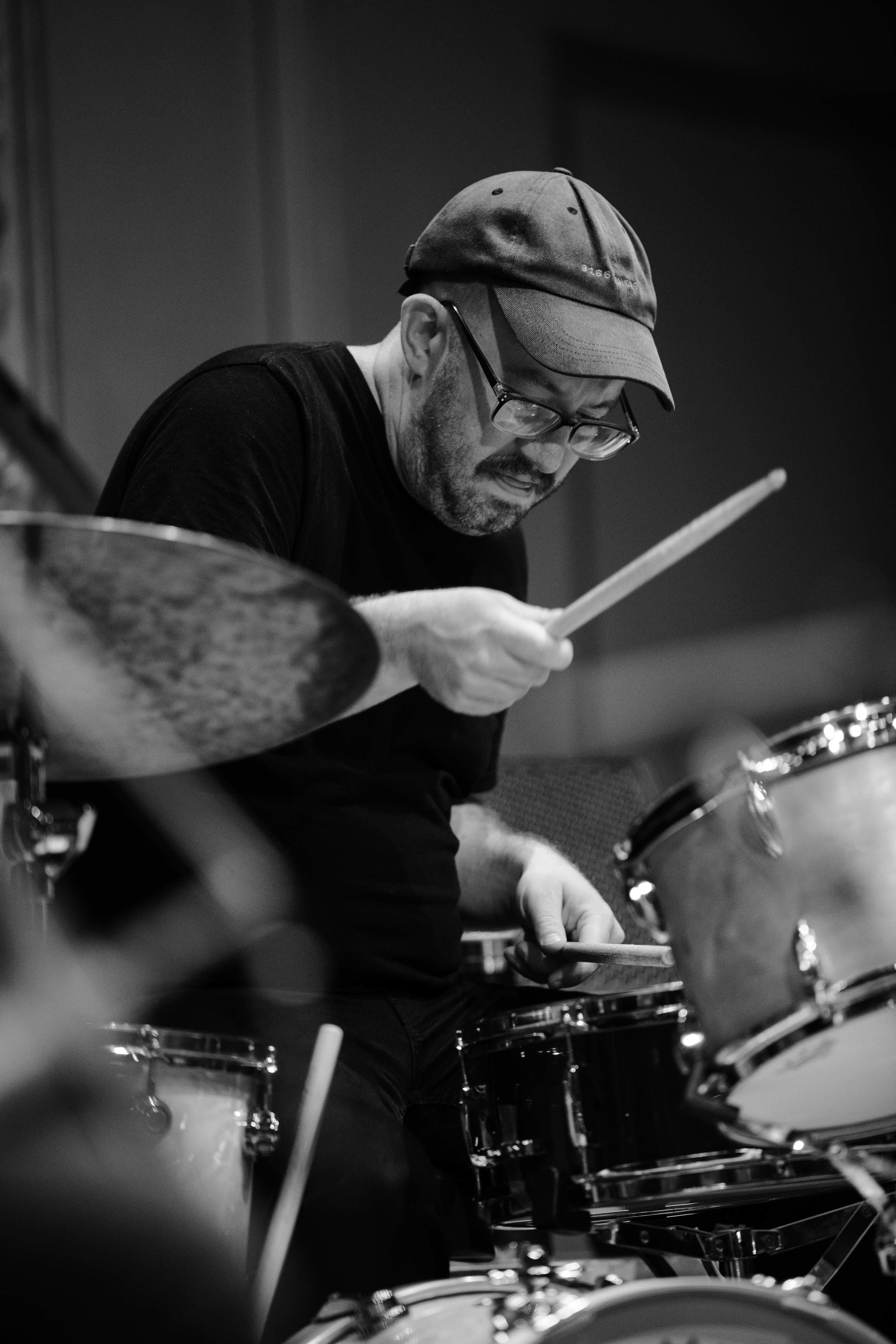
Jason Nazary, 2024

Jason Nazary (* 24. Januar 1984 in Aviano, Italien) ist ein US-amerikanischer Jazz- und Improvisationsmusiker (Schlagzeug, Elektronik).

## Leben und Wirken
Jason Nazary, dessen Vater bei der US-Luftwaffe in Italien stationiert war, wuchs in Lawrenceville (Georgia) auf. Er erhielt klassischen Schlagzeugunterricht, zunächst durch John LaMattina in Atlanta. Er gewann Nachwuchspreise, nahm an zahlreichen Jazzworkshops teil, etwa im Rahmen von Betty Carters Jazz Ahead, und zog 2005 nach New York City. Er arbeitete in der Jazzszene u. a. mit Shayna Dulberger (The Kill Me Trio, 2006), Darius Jones (Big Gurl (Smell My Dream), AUM Fidelity, 2011), Jason Ajemian (Folklords, 2012) und Noah Kaplan (Cluster Swerve, hatOLOGY, 2017), außerdem mit Olga Bell, Jay Foote, David Crowell und Travis Deuter. Im Trio mit Petr Cancura und Joe Morris entstand 2007 das Album Fine Objects (Not Two Records).
Für sein Solo-Projekt So Ghost, mit dem er zwei Tonträger veröffentlichte, kooperierte er mit Michael Foster, Henry Fraser und Connor Baker. Er spielt ferner im Duo Anteloper mit der Trompeterin Jaimie Branch, im Duo Clebs mit Sängerin Emilie Weibel und in der Indierock-Band Bear in Heaven. 2017 arbeitete er zudem im Trio mit Elias Stemeseder (Piano) und Henry Fraser (Bass). Nazary lebt in Brooklyn. Zu hören ist er auch auf Anthony Pirogs Album The Hunger Artist (2024).

## Diskographische Hinweise
- Little Women: Throat (Aum Fidelity, 2010), mit Darius Jones, Travis Laplante, Andrew Smiley
- Jason Nazary, Terrie Ex, Jasper Stadhouders:  Live at Space is the Place (DOEK, 2018)
- Eli Wallace: Slideshoe Junky I (Iluso, 2018)
- Travis Laplante / Jason Nazary: Tunnel to Light (2021)
- Jason Nazary: Spring Collection (2021)
- Anteloper: Pink Dolphins (2022), mit Jaimie Branch, Jeff Parker